# Trứng cá (thực vật)
Cây trứng cá hay còn gọi là mật sâm (danh pháp hai phần: Muntingia calabura), loài duy nhất trong chi Muntingia, là một loài thực vật có hoa có nguồn gốc ở miền nam México, Caribe, Trung Mỹ và miền tây Nam Mỹ về phía nam của Peru và Bolivia. Chi này đã từng được các hệ thống phân loại khác nhau xếp trong các họ khác nhau, như họ Đoạn (Tiliaceae) hay họ Côm (Elaeocarpaceae), nhưng trong phân loại của APG và sau này là APG II thì người ta đã tách nó ra thành một họ riêng trong bộ Cẩm quỳ (Malvales) với danh pháp Muntingiaceae cùng các chi Dicraspidia, Neotessmannia với mỗi chi này chỉ có 1 loài.
Nó là một loại cây thân gỗ nhỏ, cao khoảng 7–12 m với các cành xếp chồng lên nhau và hơi rủ xuống. Nó có các lá có mép khía răng cưa, dài 2,5–15 cm và rộng 1-6,5 cm. Các hoa nhỏ màu trắng, tạo quả khi chín có màu đỏ nhạt đường kính khoảng 1-1,5 cm. Quả ăn được, có vị ngọt và mọng nước, chứa nhiều hạt nhỏ (0,5 mm) màu vàng trông như trứng cá. Nó thuộc loại rễ chùm.
Nó là một loài cây tiên phong có thể phát triển tốt trên đất nghèo dinh dưỡng, có khả năng chịu được các điều kiện chua mặn và khô hạn. Hạt của nó được các loài chim và dơi ăn quả phát tán. Nó được trồng ở một vài nơi để lấy quả ăn, và đã hợp thủy thổ ở một số khu vực khác thuộc vùng nhiệt đới ngoài khu vực nguồn gốc bản địa, bao gồm cả ở Đông Nam Á. Là loài cây tiên phong, nó cũng giúp cho việc cải thiện các điều kiện của đất và góp phần làm cho các loài cây khác có thể sinh sống được ở các vùng đất này. Tuy nhiên, nó cũng có thể bị coi là loài xâm hại nguy hiểm do nó có thể cạnh tranh với các loài cây bản địa.

## Sử dụng
Tại México, quả của nó được thu hoạch để ăn và bán ngoài chợ. Quả có thể chế biến thành mứt và lá có thể sử dụng như một loại chè. Tại Brasil, người ta trồng nhiều cây này ven bờ sông. Quả rụng từ cây thu hút các loài cá để sau đó người ta đánh bắt chúng. Tại Philippines trẻ em cũng hay ăn quả trứng cá, mặc dù không thấy bán ngoài chợ.
Trong y học truyền thống của một số tộc người Trung Mỹ, hoa của nó có thể dùng làm chất khử trùng và điều trị chứng chuột rút ở vùng bụng.
Gỗ từ cây trứng cá có màu nâu đỏ. Nó khá rắn chắc, bền và nhẹ, có thể dùng làm đồ mộc. Nó cũng được dùng làm củi đun. Vỏ có thể dùng làm dây thừng. Do khả năng sinh sống được ở các vùng đất nghèo dinh dưỡng và khô hạn cũng như khả năng phát tán cao nên nó cũng có thể dùng làm loại cây trồng trong các dự án tái trồng rừng.
Tại Ấn Độ, người ta trồng nó trong các vườn ven đô do khả năng lớn nhanh và khả năng hấp dẫn các loài chim nhỏ ăn quả như chim sâu (họ Dicaeidae).
Tại Hà Nội, quanh bờ hồ Trúc Bạch có trồng khá nhiều cây trứng cá này.

## Một vài hình ảnh về cây trứng cá

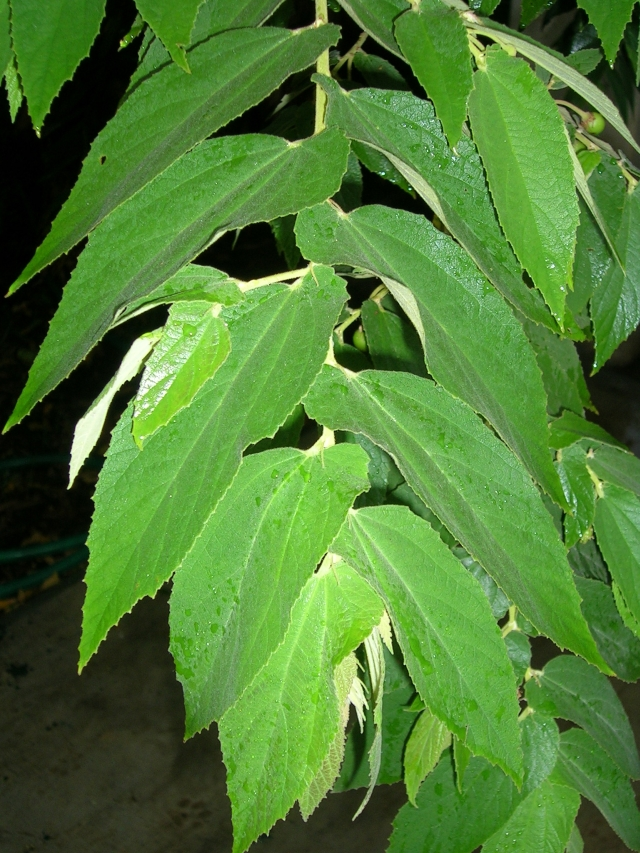
Lá cây trứng cá
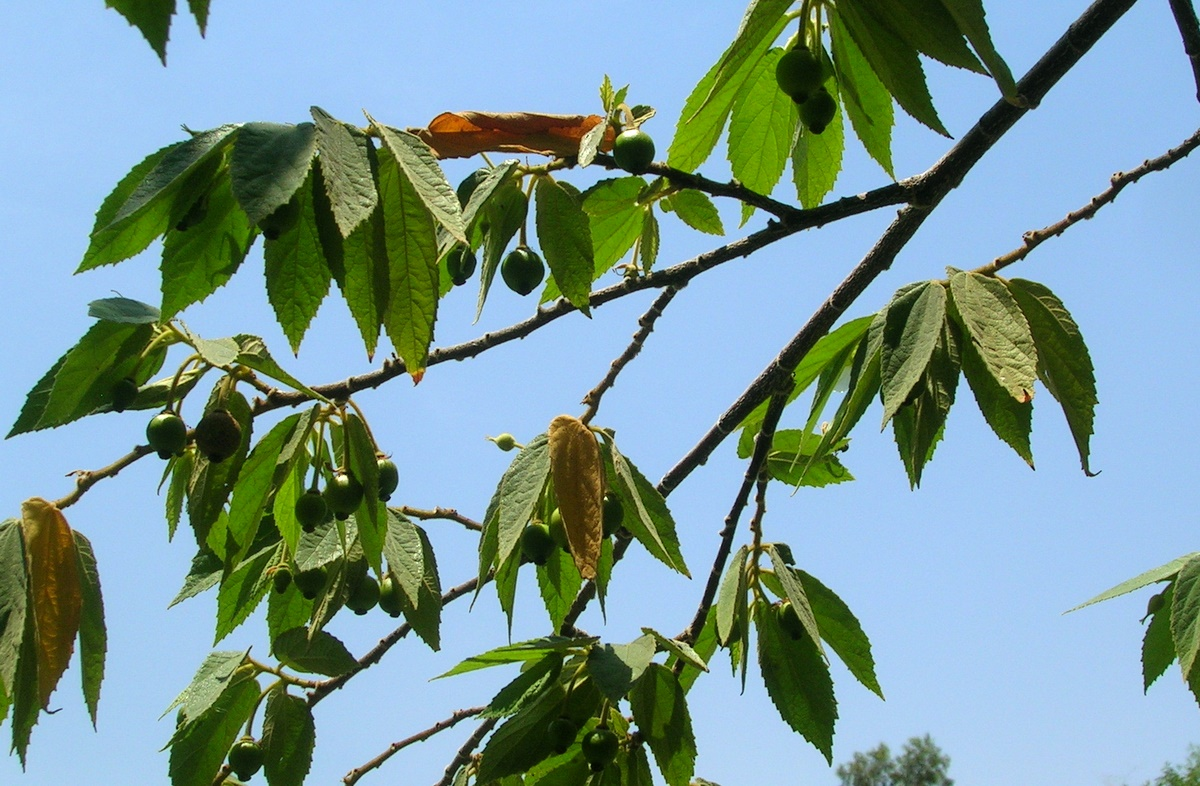
Cành và quả
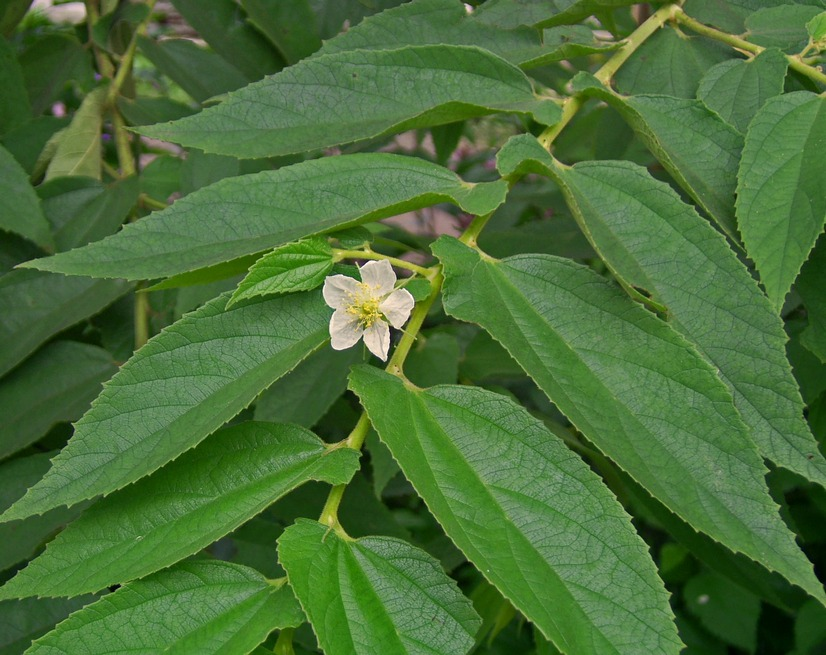
Lá và hoa
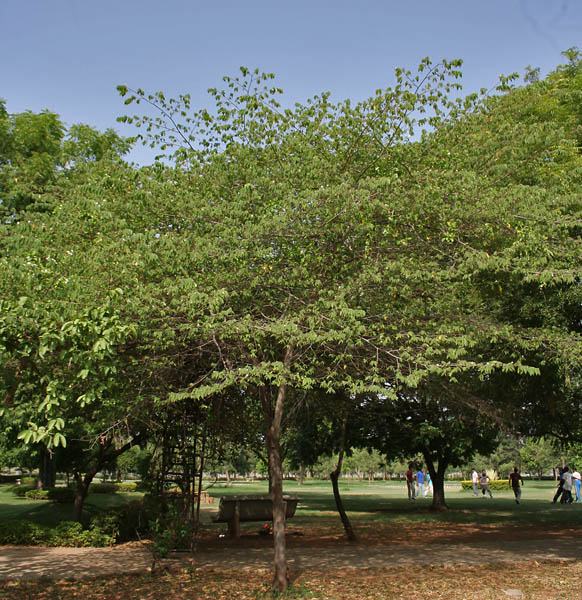
Cây trứng cá ở Hyderabad, Ấn Độ.
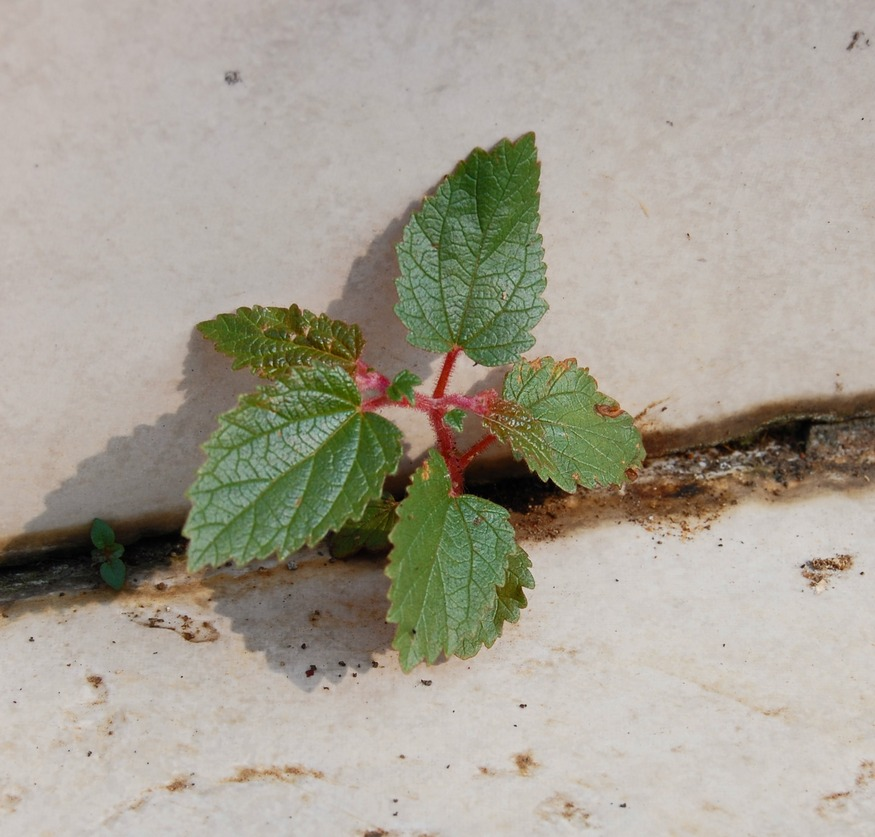
Cây con
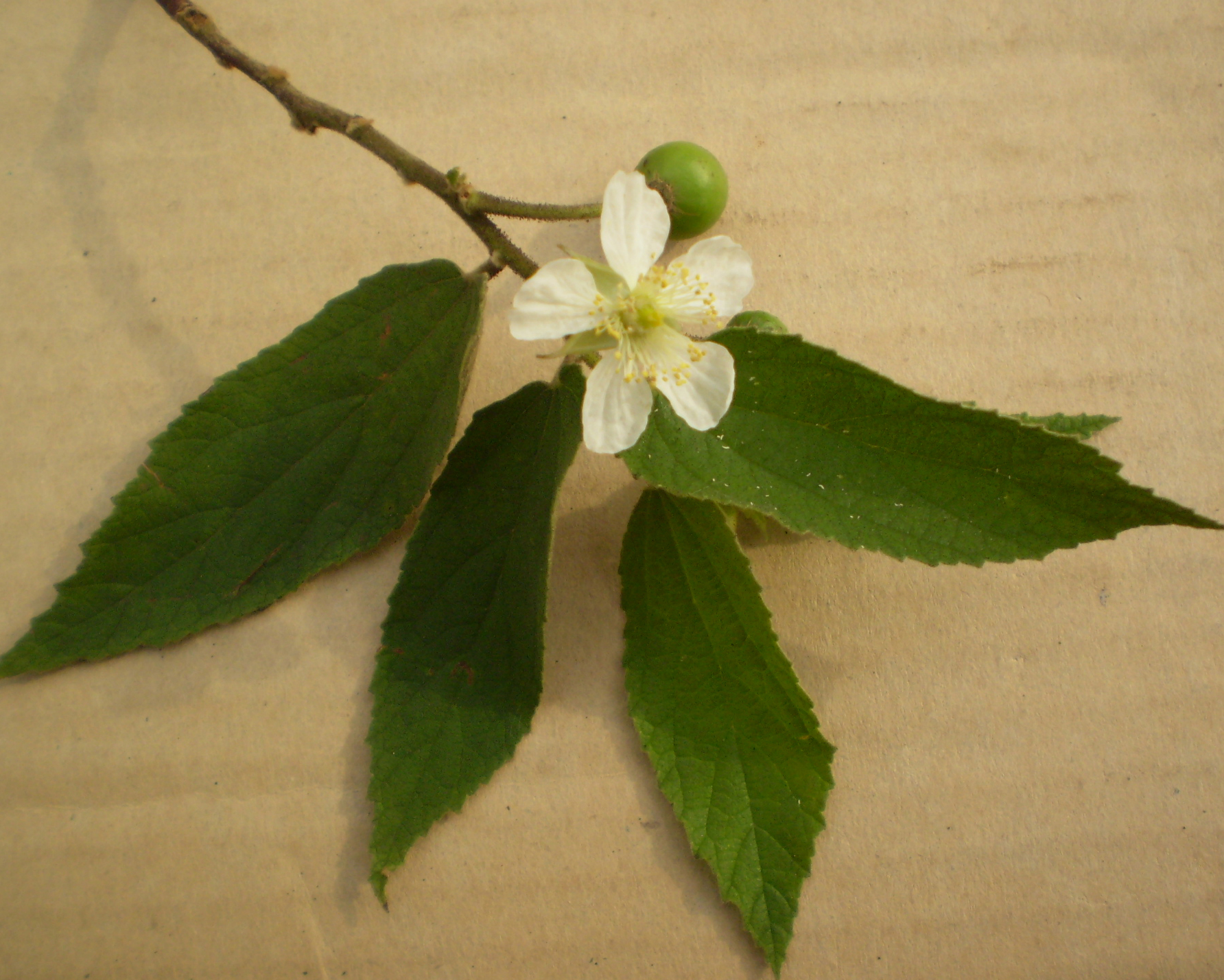
Hoa cây trứng cá ở Việt Nam
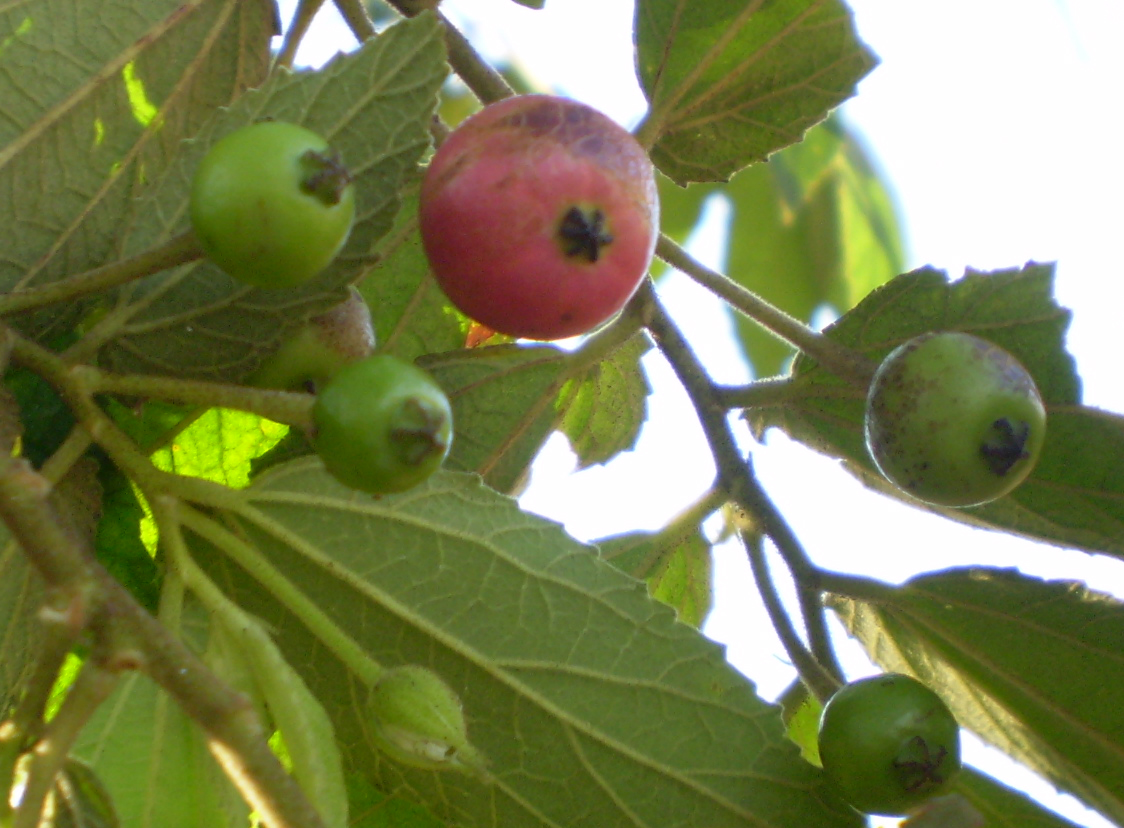
Quả chín